# Obala Kulina bana
Obala Kulina bana (v češtině doslova Nábřeží bána Kulina) je nejznámějším[zdroj?] nábřežím v Sarajevu na břehu řeky Miljacky.
Nábřeží začíná na západní straně u ústí Koševského potoka do řeky Miljacky. Vede po severní (pravé) straně řeky až k budově Národní a univerzitní knihovny Bosny a Hercegoviny.
Vede podél historického centra města, stojí na něm řada budov, které vznikly v druhé polovině 19. století v rámci přestavby města za nadvlády Rakousko-Uherska (Hlavní pošta, Národní divadlo, Zemská tiskárna, budova Právnické fakulta a další). V té době také byla ulice postavena; nahradila přirozený břeh řeky. Její vznik je spojen s regulací toku řeky Miljacky v uvedené době. Po ulici vede tramvajová trať.
Původně se jmenovala Appelovo nábřeží (srbochorvatsky Appelov kej) podle tehdejšího premiéra zemské vlády Bosny a Hercegoviny v rámci Rakousko-Uherska, Johannu Appelovi. V roce 1895 zde byla zprovozněna tramvajová trať, také díky tomu se stala první ulicí s veřejným osvětlením ve městě. V meziválečném období se jmenovala podle srbského vojevůdce Stepy Stepanoviće. Za druhé světové války byla pojmenována podle Adolfa Hitlera. Poté ji byl navrácen původní název, který nesla až do roku 1993.
V současné době je pojmenována po bosenském středověkém vládci bánu Kulinovi ze 13. století.